# Valeska Grisebach
Valeska Grisebach, née le 4 janvier 1968 à Brême, est une réalisatrice allemande.

## Biographie
Valeska Grisebach fait partie de la "nouvelle nouvelle vague" allemande. Elle bénéficie d'une forte reconnaissance dès son premier long-métrage (Sehnsucht) pour lequel elle est sélectionnée en compétition au Festival du film de Berlin 2006 avant de participer à de nombreux autres festivals. Elle a collaboré avec, entre autres, Henner Winckler (Voyage scolaire, 2002), Géraldine Bajard (La Lisière, 2011).

## Filmographie
- 1997 : In der Wüste Gobi (court métrage)
- 1999 : Berlino (court métrage)
- 2001 : Mein Stern (moyen métrage)
- 2006 : Désir(s) (Sehnsucht)[1]
- 2017 : Western

## Récompenses et distinctions
- Désir(s) (Sehnsucht)
  - 2006 : BAFICI (Buenos Aires) : Prix spécial du Jury

### Sélections non récompensées
- Désir(s) (Sehnsucht)
  - Festival du film de Berlin 2006 : en compétition
  - Paris Cinéma 2006 : en compétition
  - Premiers plans d'Angers 2007 : en compétition